# Estadio Kazhymukan Munaitpasov (Shymkent)
El Estadio Kazhymukan Munaitpasov (en kazajo: Қажымұқан Мұңайтпасұлы) es un estadio multiusos ubicado en la ciudad de Shymkent, Kazajistán. Se utiliza preferentemente para partidos de fútbol, y es el estadio del FC Ordabasy Shymkent, club que milita en la Liga Premier de Kazajistán, la máxima división del fútbol en Kazajistán. El estadio tiene una capacidad para 20.000 personas.
El estadio lleva el nombre de Kazhymukan Munaitpasov, un luchador kazajo y artista circense, y repetidas veces campeón mundial de lucha grecorromana.

## Historia
El estadio fue inaugurado en 1969 y durante el período soviético se le llamó "Estadio del 50º aniversario de octubre". El club "Metallurg Shymkent" jugó aquí en los campeonatos de la Unión Soviética. Más tarde se convirtió en el escenario principal del club "Ordabasy". En 2007 se celebró la primera competición internacional, el torneo "Alma-TV", en la que participaron los equipos de fútbol de Uzbekistán, Kazajistán, Kirguistán y Azerbaiyán.
En 2018 se instalaron columnas de iluminación en el estadio.